# مفاعل مصر البحثي الأول
مفاعل أنشاص أو مفاعل البحث والتدريب التجريبي-1 (بالإنجليزية: ETRR-1 أو ET-RR-1) (مفاعل البحث والتدريب التجريبي رقم واحد) ويسمى أحيانا بمفاعل مصر للاختبارات والابحاث رقم واحد  هو أول مفاعل نووي في مصر  تم توريده لمصر من قبل الاتحاد السوفياتي في عام 1958 . وترجع ملكية المفاعل ومهمة تشغيله لهيئة الطاقة الذرية المصرية (AEA) ومقرها مركز البحوث النووية في أنشاص، الواقع على بعد 40-60 كيلومترا شمال شرق القاهرة.

## فكرة عامة
المفاعل هو مفاعل أبحاث تم استيراده من روسيا، من نوع «خزان الماء الخفيف (WWR)» (تبريد وتهدئة للنيترونات بالماء الخفيف) بقدرة 2ميجاواط  شاملا حمولة وقود ابتدائية قدرها 3.2 كجم من يورانيوم U235 تخصيب 10٪ (EK-10) ، ومنذ ذلك الحين لم يتم تزويد المفاعل ثاني بالوقود. في الثمانينات من القرن العشرين تم اغلاق المفاعل ETRR-1 لتحديث وتوسيع امكانات التشغيل للمفاعل بواسطة الوكالة الدولية للطاقة الذرية (IAEA).

## نشاط نووي غير معلن
في أواخر عام 2004 وأوائل عام 2005، بدأت وكالة الطاقة الذرية التحقيق في تجارب للمفاعل لم يفصح عنها،  والتي نُشرت في مصادر للمعلومات مكشوفة بواسطة موظفين سابقين وحاليين في هيئة الطاقة الذرية المصرية (AEA)،  أدت لقيام المدير العام للوكالة محمد البرادعي بتدوير تقريرا على مجلس إدارة الوكالة يفيد«بعدد من الإخفاقات من جانب مصر في تقديم تقارير عن تلك التجارب إلى الوكالة وفقا لالتزاماتها.»  وخلال التحقيق، أعلنت مصر أنه ما بين سنوات 1990 و 2003، أجريت حوالي 12 تجربة غير مبلغ عنها للوكالة تم فيها استخدام ما مجموعه 1.15 غرام من مركبات اليورانيوم الطبيعي و9 عينات من الثوريوم عولجت وشُعِّعَت في المفاعل ETRR-1 وأن هذه التجارب التي تنطوي على تشعيع كميات صغيرة من اليورانيوم الطبيعي في المفاعل هي لاختبار إمكانية عمل منتجات النظائر الانشِطارِيّة للأغراض الطبية.
أيضا، أعلنت مصر أن تجارب مماثلة أجريت بين عامي 1982 و 1988، وذلك قبل دخول اتفاق الضمانات حيز النفاذ.
أخيرا، حافظت مصر على درجة من التعاون الكامل خلال التحقيق، والذي انتهى إلي أن الوكالة لم تجد تناقضات بين ما تم الإعلان عنه أثناء التحقيق والنتائج التي خلصت لها الوكالة ولا توجد أي أدلة لاستخراج البلوتونيوم أو تخصيب اليورانيوم وأن التحقيق قد أغلق.

## الحوادث
في أبريل 2010، تلفت أحدي مضخات تبريد المفاعل ETRR-1، وفقا لمحمد القللي، مدير الهيئة المصرية للطاقة الذرية، تم إصلاح الحادث على الفور دون أي تسرب للمياه المشعة وقد حدث هذا الحادث بسبب تشغيل المفاعل دون الحصول على إذن التشغيل الآمن من هيئة السلامة النووية. ووفقا لتصريحات القللي، فان مدير المفاعل، ومدير التشغيل كانا هم المسؤولان عن الحادث وكانت وكالة الطاقة الذرية قد أجرت زيارتين أحداهما في يوليو والأخرى في أغسطس لضمان أن الإجراءات الأمنية اللازمة قد تم تطبيقها وأوصت باجراء تحديث عاجل للمفاعل العتيق من أجل استعادة العمليات فيه.
في 25 مايو 2011،  وقع حادث تسرب للمياه آخر للمرة الثانية بسبب انفجار في مضخة المفاعل والذي أدى إلى تسرب 10 متر مكعب من المياه المشعة وفقا لما قاله مصدر في هيئة الطاقة الذرية لمجلة روزاليوسف، والذي صرح بأن الكارثة تعتبر من الدرجة الثالثة وفقا للمقياس الدولي للحوادث النووية الذي وضعته وكالة الطاقة الذرية. ونفت الحكومة والمسؤولين أي تسرب للإشعاع ، وعزوا الحادث إلى تَسَرّب للمياه من مضخة ليس لها علاقة بدورة الوقود الاعتيادية. وأخيرا، اعترفت هيئة الطاقة الذرية بتسرب للمياه المشعة من المفاعل ETRR-1 بدون أي خطورة على المفاعل والمنطقة المجاورة حيث تم احتواء السائل المتسرب على الفور وفقا لتصريحات نجيب عشوب، مدير قسم المفاعلات، الذي قال أن "المفاعل الأول يبلغ عمرة 50 سنة ولم يتم تشغيله لمدة سنة ونصف"، وأوضح أن "التسرب قد حدث خلال فترة الصيانة للمضخة"، مؤكدا أن تدابير السلامة اتخذت دون أي حدوث تسرب لخارج الغرفة وأن مفتشو الوكالة قد زاروا المفاعل في اليوم اللاحق للواقعة ولم يتم الكشف عن أي إشعاع. وفي بيان متناقض مع ما سبق صرح به سمير مخيمر، وهو مدير سابق في مركز البحوث النووية، "أن المفاعل لكونه بمحض الصدفة لم تم تشغيله في اليوم التالي فقد أنقذ ذلك المنطقة من كارثة بيئية،” وأضاف أيضا أن التسرب كان بسبب خطأ من مشغل المفاعل وأن هيئة الطاقة الذرية المصرية AEA قد أمرت موظفيها بأن لا يعلنوا عن حادثة التسرب والا واجهوا الطرد من الهيئة. وبالإضافة إلى ذلك، وفقا لهاني عامر، وهو مفتش في وكالة السلامة النووية المصرية كان قد زار الموقع، فأن الحادث يرجع لفشل صمام في المفاعل الأول أدي لعدم قدرة السائل المبرد أن يتدفق من خلال القنوات الصحيحة إلى خزانات السائل المستنفد ولم يتعرض أي من العمال للنشاط الإشعاعي، وقال أن "مستوى الإشعاع كان في حدود 1 ميكروزيفرت في الساعة، وهو أربعة أضعاف المستوى العادي لإشعاع الخلفية الذي يقدر بحوالي 0.25 ميكروزيفرت لكل ساعة." 

## أنظر أيضًا
مفاعل مصر البحثي الثاني